# Рестон, Джеймс
Джеймс Рестон (англ. James Barrett Reston; 3 ноября 1909, Клайдбанк, Шотландия — 6 декабря 1995) — американский журналист.
Его семья эмигрировала в США в 1920 году. Многие годы работал с «Нью-Йорк Таймс», вице-президентом которой являлся в 1969—1974 годах.
Дважды лауреат Пулитцеровской премии (1945, 1957).
Награждён Президентской медалью Свободы (1986) и en:Four Freedoms Award (1991). Кавалер ордена Почётного легиона, кавалер ордена Святого Олафа, ордена Заслуг (Чили) и ордена Леопольда I (Бельгия).
Отмечен почётными степенями 28 университетов.
Сын — журналист и писатель Джеймс Рестон (младший), автор нескольких пьес, а также историко-художественных книг и биографий исторических деятелей (Ричарда Львиное Сердце, Саладина, Колумба, Галилея и пр.).